# Lamprogrammus niger
Lamprogrammus niger — вид морских глубоководных рыб семейства ошибнёвых (Ophidiidae) отряда ошибнеобразных (Ophidiiformes).

## Описание
Тело заметно сжато с боков и сужается от головы к хвосту, его наибольшая высота — сразу за головой, приблизительно на вертикали первого луча спинного плавника. Грудные плавники короткие, они оканчиваются до вертикали начала анального плавника, их основания расположены ближе к вентральному краю тела. Основание первого луча спинного плавника расположено значительно ниже, чем горизонталь края орбиты, все лучи соединены между собой плавниковой мембраной. Брюшных плавников нет. Начало спинного плавника — над вторым позвонком, начало анального плавника — над четырнадцатым позвонком. Всё туловище и большая часть головы покрыты мелкой циклоидной чешуёй, легко отделяющейся от тела рыбы. Хорошо развита боковая линия. Канал боковой линии закрыт кожей, в нижней его части есть многочисленные поры, открывающиеся наружу. Чешуи боковой линии не перфорированные, утоплены в чешуйные карманы в канале, размером они больше остальных чешуй тела, формой близки к прямоугольнику, длина в два раза превосходит ширину. На наружной поверхности чешуйного кармана каждой из чешуй на боковой линии имеется веретеновидный своей формой невро-маст. Дорсальный профиль относительно крупной головы выгнут. Рот конечный, широкий. Глаза маленькие и плохо развитые. Зрачок круглый. Отверстия ноздрей округлые и открываются двумя отверстиями, одно крупное в переднебоковой части рыла и одно маленькое непосредственно перед вертикалью орбиты. Подглазничный и заглазничный сейсмосенсорные каналы проходят через увеличенные кости инфраорбитальной серии и сильно расширены. Сверху каналы целиком покрыты кожей и открыты наружу только немногочисленными порами. Внутри каналов расположено несколько крупных, веретеновидных невромастов, строением аналогичных невромастам, расположенным в боковой линии. Заднее окончание верхней челюсти сильно увеличено и заходит далеко за вертикаль заднего края орбиты. Наибольшая высота верхней челюсти является третью от длины верхней челюсти. Зубы на обеих челюстях многочисленны, некрупны и конусообразны. На нижней челюсти зубы крупнее, чем на верхней. Головка сошника выдаётся в ротовую полость и на ней три зубных пятна — одно центральное и два латеральных. Конические зубы в центральном пятне образуют три ряда, а зубы в латеральных зубных пятнах меньше, чем в центральном зубном пятне и на обоих пятнах образуют по одному ряду. Каждая нёбная кость имеет одно зубное пятно, кое наиболее широкое в центре (три ряда) и сужается к переду и к заду (один ряд). Язык широкий и зострённый, жаберные тычинки на первой жаберной дуге имеются и удлинённые развитые, и закруглённые зачаточные. Угловая тычинка всегда выражена. Крышка-оперкулум редуцирована и по форме близка к треугольнику. На вершине этого треугольника расположена ямка для сочленения с оперкулярным отростком нижнечелюстной кости.